# Mamadou Danfa
Mamadou Lamine Danfa, né le 6 mars 2001, est un footballeur international sénégalais qui évolue au poste d'ailier au Lincoln Red Imps Football Club.

## Biographie

### En club
Le 25 octobre 2020, il inscrit son premier but dans le championnat d'Ukraine, lors de la réception du FK Mynaï (2-2).

### En équipe nationale
Avec les moins de 20 ans, il participe à la Coupe d'Afrique des moins de 20 ans en 2019. Lors de cette compétition organisée au Niger,il joue deux matchs. Il délivre une passe décisive en phase de poule contre le Ghana. Le Sénégal s'incline en finale face au Mali, après une séance de tirs au but, avec Mamadou Danfa sur le banc des remplaçants. Il dispute ensuite quelques mois plus tard la Coupe du monde des moins de 20 ans organisée en Pologne. Lors du mondial junior, il ne joue qu'une seule rencontre, le quart de finale perdu aux tirs au but face à la Corée du Sud. Mamadou Danfa délivre à nouveau une passe décisive lors de cette rencontre.
Le 3 août 2019, il reçoit sa première sélection en équipe du Sénégal, face au Liberia. Ce match gagné 3-0 rentre dans le cadre des éliminatoires du championnat d'Afrique des nations 2020.

## Palmarès
| Sénégal -20 ans - CAN -20 ans : - Finaliste : 2019. - Jeux africains : - Troisième : 2019. KF Shkupi - Championnat de Macédoine du Nord : - Champion : 2021-22. - Vice-champion : 2022-23. KF Ballkani - Championnat du Kosovo : - Champion : 2024 - Coupe du Kosovo : - Vainqueur : 2024 - Supercoupe du Kosovo : - Finaliste : 2023 Lincoln Red Imps FC - Championnat de Gibraltar - Champion : 2025. |